# 正法寺 (大津市)

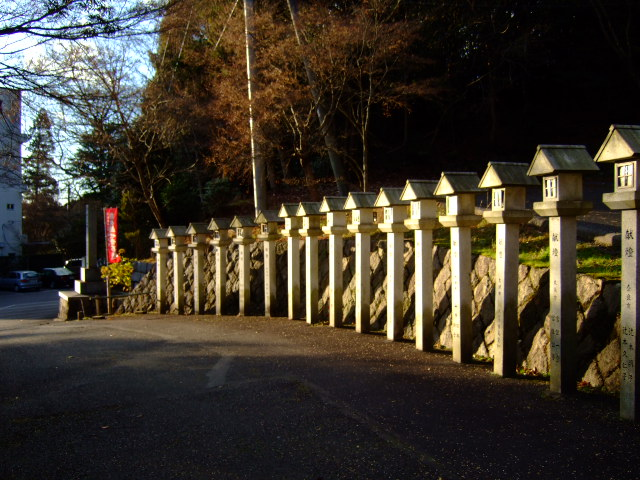
参道の石燈籠

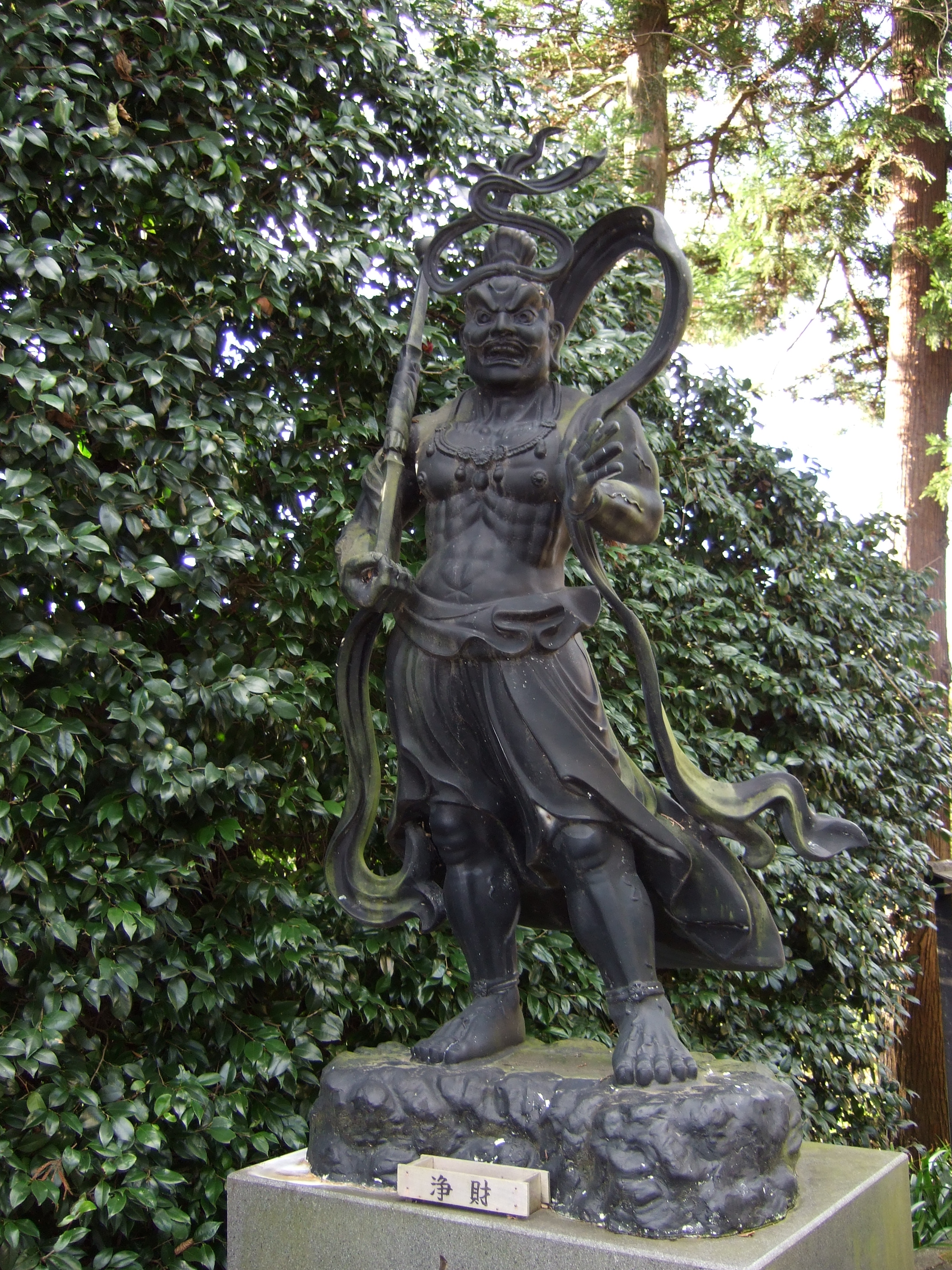
仁王像

正法寺（しょうほうじ）は、滋賀県大津市にある真言宗醍醐派の寺院。山号は岩間山。本尊は千手観世音菩薩。開山は加賀国白山を開いた泰澄（たいちょう）である。別称は岩間寺（いわまでら）。西国三十三所第12番札所。正法寺は、11番上醍醐の東方約4キロ、13番石山寺の南西約4キロ、滋賀県と京都府との府県境の一部をなす岩間山（標高443m）南麓の標高390m辺りに位置する。
- 本尊真言：おん ばざら たらま きりく そわか
- ご詠歌：水上（みなかみ）はいづくなるらん岩間寺　岸打つ波は松風の音

## 歴史
当寺の縁起によれば、元正天皇の病気平癒祈願に功のあった泰澄が、養老6年（722年）に岩間山中の桂の大樹から千手陀羅尼を感得し、その桂の木で等身の千手観音像を刻み、天皇の念持仏である金銅千手観音像をその胎内に納めて祀った。こうして元正天皇の勅願寺として当寺は創建されたという。
後白河天皇・後宇多天皇・正親町天皇の尊崇が篤く、熊野や吉野に並ぶ日本三大霊場の一つとして隆盛したという。
本尊の金銅千手観音立像は、上述の元正天皇の念持仏で当初の本尊の胎内仏とされたもの。像高は4寸8分（約15cm）。現在は本堂の三重の厨子に納められ、秘仏とされている。毎夜日没時に厨子を抜け出て百三十六地獄を駆け巡って人々を救済し、日の出とともに岩間山へ戻る際には汗みずくとなっているといわれ、「汗かき観音」とも呼ばれている。1990年（平成2年）に365年ぶりに開扉されたほか、2009年（平成21年）から2010年（平成22年）にかけて花山法皇一千年忌を記念した「西国三十三所結縁御開帳」の際にも開扉された。
長年縁日を毎月17日としてきたが、2022年8月より毎月第3日曜日に変更した。

## 境内
- 本堂 - 天正5年（1577年）に醍醐寺理性院尭助によって千手堂として再建されたもので、寛永年間（1624年 - 1645年）に解体修理されている[2]。
- 観音堂 - 西国三十三所観音霊場のそれぞれの札所の本尊を模した33体の観音像を祀る[2]。
- 不動堂 - 本堂の横にあり度々建て替えが行われており、現在の建物は1993年（平成5年）に再建されたもの[2]。
- 蛙池（芭蕉の池） - 本堂の右にある小池。江戸時代に松尾芭蕉が当寺に参籠し、「古池や蛙飛びこむ水の音」の句を詠んだといわれている[2]。
- 夫婦桂 - 本堂前には泰澄が最初の本尊を刻んだ後の切り株から再び芽生えたと言われる桂の樹の三代目があり、霊木とされている[2]。
- 稲妻龍王社 - 樹齢350年の火伏の銀杏の下に建てられている。当寺の護法善神[2]。
- 庫裏
- 五社権現堂 - 祭神：熊野大権現、蔵王大権現、白山妙理大権現、瀧蔵大権現、清瀧大権現。当寺の護法善神[2]。
- 八大龍王堂
- 護法龍王社 - 祭神：九頭龍龍王、白龍龍王、七面弁財天。
- 護法龍王堂拝殿（護法善神遥拝殿）
- 日本一の長寿桂 - 宇治市の名木百選[2]。境内の約200m東の谷にある。
- 客殿
- 大師堂 - 開山の泰澄と宗祖の空海を祀る[2]。
- 白姫龍神
- 鐘楼 - 太平洋戦争中の金属類回収令によって梵鐘が供出されてしまい以後は無かったが、1990年（平成2年）に梵鐘が再び作成され、鐘楼も再建された[2]。
- 仁王像 - 鋳造。当寺には山門は現存せず、その代わりとなっている。

## 文化財

### 重要文化財
- 木造地蔵菩薩立像 - 平安時代後期。
- 木造不動明王二童子立像 3躯 - 鎌倉時代。

### 大津市指定有形文化財
- 木造薬師如来坐像
- 木造十一面観音立像
- 懸仏 2面

## 年中行事
以下については2022年8月以前の内容である。最新の予定は寺に確認のこと。
- 元旦 修正会、福茶接待
- 1月17日 初観音、甘酒接待、不動護摩、写経会
- 4月17日 雷除け法要、柴灯護摩供
- 5月17日 ぼけ封じ祈願会、焙烙灸、もちまき、柴灯護摩供火渡り式
- 8月17日 施餓鬼会、不動護摩
- 9月17日 千日会、柴灯護摩
- 10月17日 ぼけ封じ祈願会、焙烙灸、もちまき、柴灯護摩供火渡り式
- 11月17日 万体観音供養会、柴灯護摩供
- 12月17日 終観音、ぼけ封じ健康長寿大根焚き
- 毎月17日 縁日、写経会、不動護摩

## 前後の札所
西国三十三所
11 醍醐寺（上醍醐・准胝堂）　-　12 岩間寺正法寺　-　13 石山寺
ぼけ封じ近畿十楽観音霊場
3 勝龍寺　-　4 岩間寺正法寺　-　5 玉桂寺
びわ湖百八霊場
1 石山寺　-　2 岩間寺正法寺　-　3 龍音寺

## 所在地
- 滋賀県大津市石山内畑町82

## アクセス

### 公共交通機関
- JR琵琶湖線（東海道本線）石山駅・京阪石山坂本線京阪石山駅から京阪バスで中千町停留所下車、徒歩50分。

寺の縁日である毎月17日は石山駅から山上までシャトルバスが運行されていた。寺による貸切運行のため運賃は無料であった。寺の縁日変更に伴い「当分の間運休」となっている。
※帰路は石山寺山門前で下車することもできるが、後続便への再乗車はできない。

### 自動車
- 京滋バイパス石山ICから車で15分（駐車場：50台、大型5台）。